# Black Brick Road
Black Brick Road (с англ. «Дорога из чёрного кирпича») — альбом шведской метал-группы Lake of Tears, был выпущен в 2004 году, через 2 года после объявленного распада коллектива.
По-прежнему большая роль отдана клавишам, но роль гитар заметно возросла. На альбоме вновь звучат живые барабаны, так как он записывался полным составом. В большинстве песен используется женский бэк-вокал.

## Список композиций
| №                   | Название               | Длительность |
| ------------------- | ---------------------- | ------------ |
| 1.                  | «The Greymen»          | 4:22         |
| 2.                  | «Making Evenings»      | 6:52         |
| 3.                  | «Black Brick Road»     | 4:01         |
| 4.                  | «Dystopia»             | 3:48         |
| 5.                  | «The Organ»            | 4:41         |
| 6.                  | «A Trip With the Moon» | 3:56         |
| 7.                  | «Sister Sinister»      | 4:10         |
| 8.                  | «Rainy day away»       | 4:44         |
| 9.                  | «Crazyman»             | 4:41         |
| Общая длительность: | Общая длительность:    | 39:08        |

## Участники записи
Lake of Tears
- Даниель Бреннар (швед. Daniel Brennare) — вокал, гитара
- Микаэль Ларсон (швед. Mikael Larsson) — бас
- Юхан Оудхьюс (швед. Johan Oudhuis) — ударные

Приглашённые музыканты
- Магнус Сальгрен (швед. Magnus Sahlgren) — лид-гитара
- Дан Хельгесон (швед. Dan Helgeson) — орган
- Стина Ребелиус (швед. Stina Rebelius) — вокал
- Ульрика Сильвер (швед. Ulrika Silver) — вокал
- Йорген Кремонезе  (Jorgen Cremonese) — гитара